# Valle (udde)
Valle är en udde i Antarktis. Den ligger i Sydshetlandsöarna. Argentina, Chile och Storbritannien gör anspråk på området.
Terrängen inåt land är huvudsakligen kuperad, men åt sydväst är den platt. En vik av havet är nära Valle åt sydväst. Trakten är glest befolkad. Närmaste befolkade plats är Macchu Picchu Station, 16,6 kilometer öster om Valle. 